# Bloodline (serial telewizyjny)
Bloodline – amerykański serial telewizyjny (thriller, dramat) wyprodukowany przez Sony Pictures Television. Twórcą serialu są  Todd A. Kessler, Daniel Zelman oraz Glenn Kessler.
Wszystkie 13 odcinków pierwszej serii zostało udostępnionych 20 marca 2015 r. na stronie internetowej platformy Netflix. 1 kwietnia 2015 roku platforma Netflix zamówiła 2 sezon serialu. W lipcu 2016 roku zapowiedziano realizację trzeciego, ostatniego sezonu, którego premiera odbyła się 26 maja 2017 roku.

## Fabuła
Serial opowiada o czwórce rodzeństwa Rayburn, których tajemnice wychodzą na jaw kiedy po kilku latach nieobecności do domu powraca czarna owca rodziny.

## Obsada
- Kyle Chandler jako John Rayburn[6]
- Ben Mendelsohn jako Danny Rayburn[7]
- Linda Cardellini jako Meg Rayburn[8]
- Sam Shepard jako Robert Rayburn[9]
- Sissy Spacek jako Sally Rayburn[10]
- Norbert Leo Butz jako Kevin Rayburn[11]
- Jacinda Barrett jako Diana Rayburn[12]
- Jamie McShane jako Eric O'Bannon[13]
- Brandon Larracuente jako Ben Rayburn
- Taylor Rouviere jako Jane Rayburn

### Role drugoplanowe
- Chloe Sevigny jako Chelsea O'Bannon[14]
- Julie Claire jako Susannah, współpracownica Alexa[15]
- Steven Pasquale jako Alec Wolos[14]
- John Leguizamo jako Ozzy Delvecchio[16] (sezon 2)
- Andrea Riseborough [17](sezon 2)

## Odcinki
| Sezon | Sezon | Odcinki | Oryginalna emisja Netflix | Oryginalna emisja Netflix | Oryginalna emisja | Oryginalna emisja | Oryginalna emisja |
| Sezon | Sezon | Odcinki | Premiera sezonu           | Finał sezonu              | Premiera sezonu   | Finał sezonu      |                   |
| ----- | ----- | ------- | ------------------------- | ------------------------- | ----------------- | ----------------- | ----------------- |
|       | 1     | 13      | 20 marca 2015             | 20 marca 2015             | nieemitowany      | nieemitowany      |                   |
|       | 2     | 10      | 27 maja 2016              | 27 maja 2016              | 27 maja 2016      | 27 maja 2016      |                   |
|       | 3     | 10      | 26 maja 2017              | 26 maja 2017              | 26 maja 2017      | 26 maja 2017      |                   |

## Produkcja
14 października 2013 roku, platforma Netflix zamówiła pierwszy sezon thrillera.

## Nagrody

### Emmy
2016
- Emmy - Najlepszy aktor drugoplanowy w serialu dramatycznym  Ben Mendelsohn

### Satelity
2017
- Satelita - Najlepszy aktor drugoplanowy w serialu, miniserialu lub filmie telewizyjnym  Ben Mendelsohn[21]